# نموذج مولد
في التصنيف الإحصائي نهجان رئيسان يسمى النهج المُولّد والنهج المُمَيِّز. تحسب هذه المصنفات بطرق مختلفة، وتختلف في درجة النمذجة الإحصائية. المصطلحات غير متناسقة ولكن يمكن التمييز بين ثلاثة أنواع رئيسة، باتباع Jebara (2004):
1. النموذج المُولّد أو التوليدي[1] هو نموذج إحصائي للتوزيع الاحتمالي المشترك {\displaystyle P(X,Y)} على متغير يمكن ملاحظته X ومتغير الهدف Y[2]
2. النموذج المُميز هو نموذج للاحتمال الشرطي {\displaystyle P(Y\mid X=x)} للهدف Y، نظرا للملاحظة x ; و
3. يُشار أيضًا إلى المصنفات المحسوبة بغير استخدام نموذج الاحتمالية بشكل عام باسم «المميزة أو التمييزية».